# Минский Комаровский рынок
Минский Комаровский рынок (бел. Мінскі Камароўскі рынак) — главный продовольственный рынок Минска, расположен в Советском районе Минска (разг. Комаровка).
Название рынка происходит от исторического названия местности, где он был построен — Комаровка.

## История

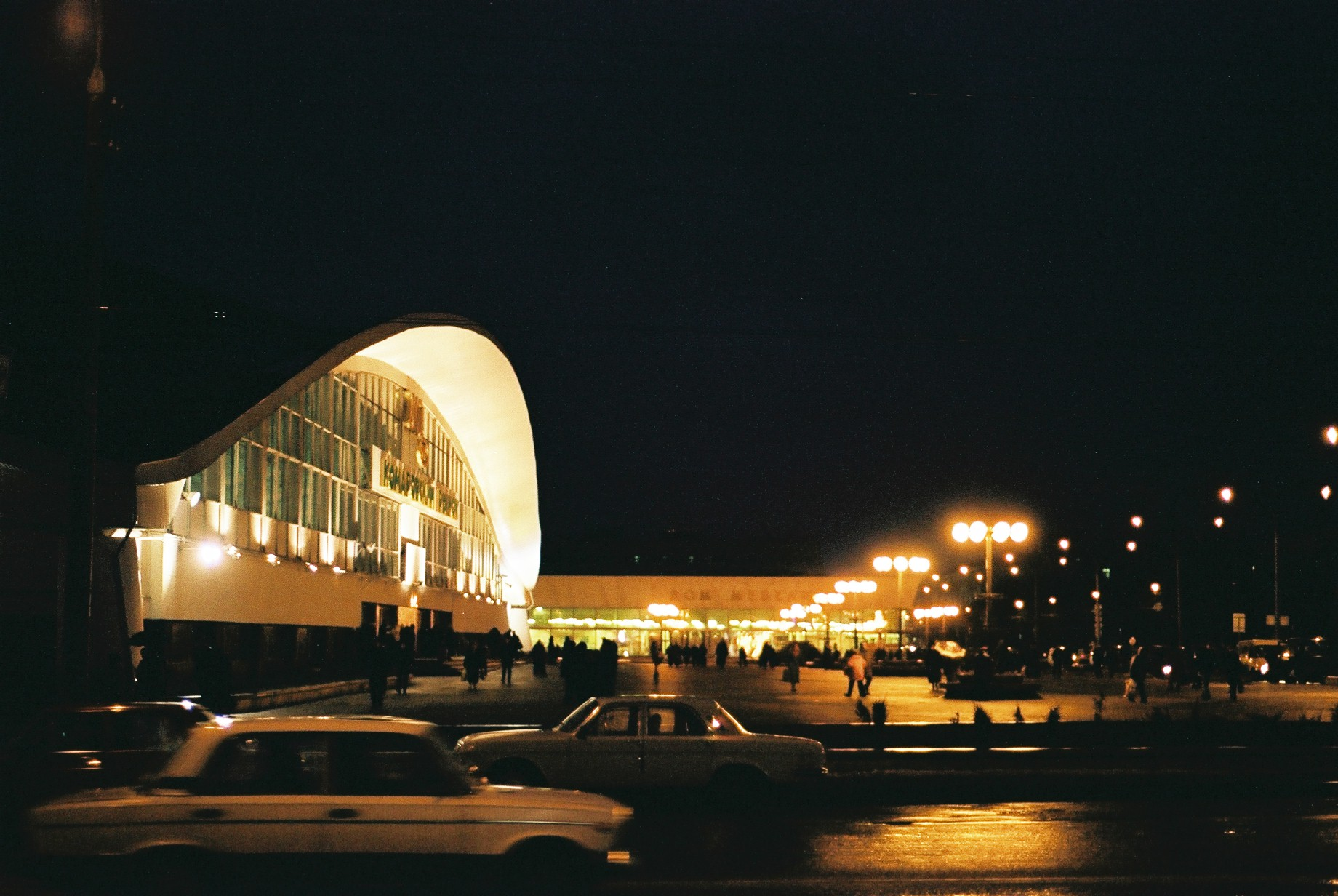
Комаровский рынок ночью

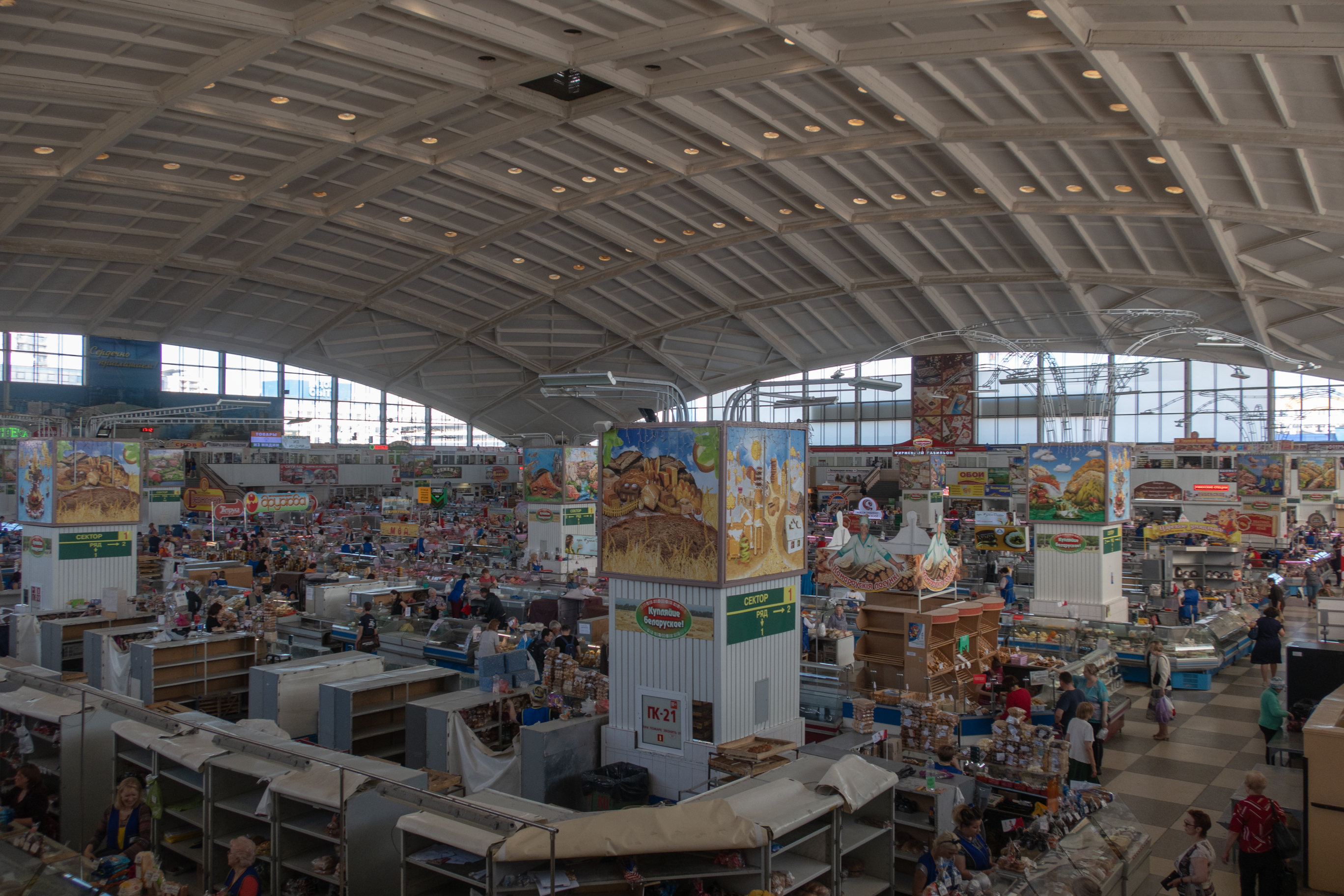
Внутри крытого рынка

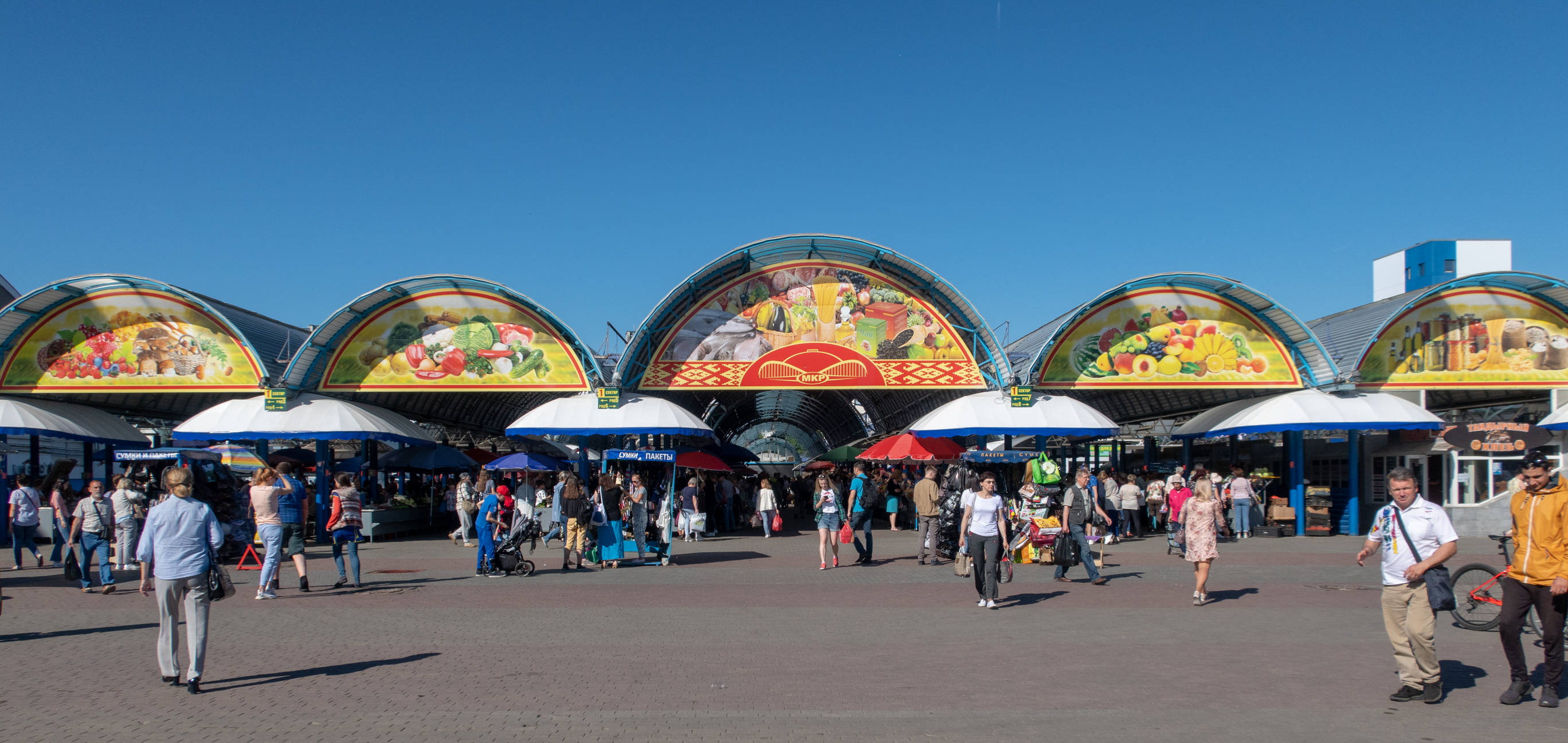
Сезонный рынок

В 1979 году, рядом с Домом мебели, у перекрёстка улиц В. Хоружей и Куйбышева был открыт центральный колхозный рынок — Комаровский (прежний, существовавший ещё с довоенных времён, располагался ближе к площади Якуба Коласа). Это был крытый рынок, самый большой в БССР. Сооружение было спроектировано авторским коллективом архитекторов: В. Аладов, А. Желдаков, В. Кривошеев, М. Ткачук на основе проекта Челябинского Торгового центра. Крытый павильон дополняет сезонный рынок. Официальное открытие рынка состоялось 20 мая 1980 года в соответствии с Приказом Управления торговли исполкома Минского городского совета народных депутатов № 91 от 14 мая 1980 года.
В 1997 году было создано Торговое коммунальное унитарное предприятие «Минский Комаровский рынок» в соответствии с решением Минского городского исполнительного комитета от 27.01.1997 № 55.
В 2000—2003 годах возле рынка были построены три паркинга.
22 августа 2020 года, в период массовых протестов в Беларуси, Комаровский рынок стал местом проведения мирной акции «Беларусь против насилия».

## Архитектура

На площади возле рынка в 2001 году был открыт многоступенчатый фонтан. Рядом с ним установили бронзовые скульптуры Владимира Жбанова («Лошадь и воробей», «Дама с собачкой», «Фотограф») и Олега Куприянова («Торговка семечками»).

## Легенды
Участником большинства легенд, связанных с Комаровкой, является некий юродивый Федька Комар, и их действие происходит в окрестностях Николаевской церкви (современная улица Кропоткина).
Одна из легенд рассказывает о монахе Анатолии. Монах однажды нашёл клад, спрятанный разбойниками, и решил оставить его себе. Об этом узнал юродивый Федька Комар. Монах пообещал юродивому половину клада. Ночью же он отвёл Федьку из монастыря в лес и убил. На месте убийства образовалось болото. По вариации этой легенды, Федька по прозванию Комар жил во дворе Свято-Николаевской церкви у Свислочи и был свидетелем кражи из неё. Он последовал из монастыря в лес за кровавым разбойником и забрал половину золота себе. В этот момент земля под ним разверзлась, после чего на этом месте образовалось большое болото. Его и назвали по прозвищу Комара.
По другой легенде, действие которой происходит в начале XV века, юродивый Федька Комар стал свидетелем смерти человека. В мешке умершего оказалось золото. Юродивый обрадовался и направился в ближайший лес. Федька не заметил, как угодил в болото. С тех пор это место получило название Комаровка.
Третья легенда датируется 1423 годом. Она рассказывает о юродивом Федьке, который всё своё время проводил у храма и за свой навязчивый нрав получил кличку «Комар».

## Интересные факты
- В 1903 году фельдшер Н. Владимиров обращал внимание властей Минска на то, что Комаровка — «…опасное место, в котором сосредоточивается зараза, море разных комаров. Чиновники и зажиточные люди считают позором посещать её, потому что это заброшенный рабочий нищий квартал»[5].
- 24 и 25 мая 1911 года на Комаровском поле (полигоне), место современного рынка, совершал полёты на аэроплане российский авиатор Сергей Исаевич Уточкин. Полёт был заснят киноаппаратом для кинотеатра «Гигант».[5]
- В районе Комаровки, включая рынок, происходят основные действия повести Ивана Шамякина «Торговка и поэт».
- В 50-70-е гг., до открытия постоянного зоопарка, на месте будущего крытого рынка традиционно располагался передвижной зверинец.

## Признание и награды
- За высокий уровень организации рыночной торговли, создание новых рабочих мест трудовой коллектив предприятия удостоен почётной награды Министерства торговли Республики Беларусь — «Бронзовый Меркурий».
- За достижение наилучших результатов в выполнении важнейших прогнозных параметров социально-экономического развития Республики Беларусь Торговое коммунальное унитарное предприятие «Минский Комаровский рынок» Указом Президента Республики Беларусь № 173 от 23.04.2003 г. занесено на Республиканскую доску Почёта.